# Lugg (hår)

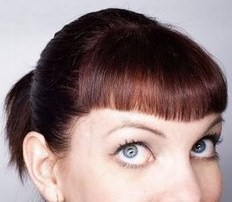
Lugg

Lugg är hår som hänger framför pannan. Lugg i olika skärningar och längder ingår som en del i många olika frisyrer. En lugg kan vara både lång och kort och den kan sitta på både kvinnor och män. Pannlugg är den del av hästars och andra riddjurs man som hänger över djurets panna.
Luggning är en bestraffningsmetod som innebär att man drar eller rycker i offrets hår för att orsaka smärta.